# 시세이칸쇼갓코마에 정류장
시세이칸쇼갓코마에 정류장(일본어: 資生館小学校前停留場, しせいかんしょうがっこうまえていりゅうじょう)은 일본 홋카이도 삿포로시 주오구에 위치한 삿포로 시 교통국(삿포로 시영 전차) 야마하나 선의 정류장이다. 정류장 번호는 SC22이다. 미나미4조도리와 니시 7초메도리가 교차하는 사거리 동쪽(미나미4조니시 6초메)에 위치한다. "니시소세이" 부역명이 붙어 있다.

## 정류장 구조
2면 2선의 상대식 승강장 구조이다. 스스키노 방면과 니시 4초메 방면 승강장은 거의 정면과 마주하고 있다. 궤도는 정류장 바로 서쪽의 교차점에서 남쪽으로 굽어진다. 안전 지대에는 로드 히팅이 꾸며져, 역사가 설치되어 있다.

## 정류장 주변
- 주오구 니시소세이 도시 센터
- 중앙 경찰서 미나미산조 파출소
- 삿포로 미나미고조 우체국
- 삿포로 시립 시세이칸 초등학교

## 역사
- 1923년 8월: "니시소세이 학교 앞 정류장"으로 개업.
- 1965년 11월 1일: "소세이 학교 앞 정류장"으로 변경.
- 1982년 11월 1일: "소세이 초등학교 앞 정류장"으로 변경.
- 1994년: 본 정류장 ~ 스스키노 정류장 구간 센터 폴화.
- 2004년 4월 1일: "시세이칸쇼갓코마에 정류장"으로 변경[1].
- 2015년 4월 1일: 정류장 번호 설정.

## 인접역
| 삿포로 시 교통국 ● 삿포로 시영 전차 야마하나 선 | 삿포로 시 교통국 ● 삿포로 시영 전차 야마하나 선 | 삿포로 시 교통국 ● 삿포로 시영 전차 야마하나 선 |
| ----------------------------------------------- | ----------------------------------------------- | ----------------------------------------------- |
| SC21 히가시혼간지마에 외선 순환                 | 시영 전철 운행 계통                             | SC23 스스키노 내선 순환                         |